# 薛振猷
薛振猷（？—？），字尔嘉，浙江嘉兴府平湖縣人。明末政治人物。

## 生平
万历四十六年（1618年）戊午科浙江乡试第二名举人，天啓五年（1625年）乙丑科進士，授江西抚州府推官，凡七年，恩威宣著，却属县廪馈，革蠹弊，辨豁冤狱数百人，政声赫然。分考江西、广东，俱得人。署府篆，所拔士多售，有纱灯清水之号。举卓异，行取铨部，以父丧归，遂卒，抚民立祠祀之。